# Макинда, Энн
Энн Семамба Макинда (суахили Anne Makinda; 26 июля 1949, Нджомбе, Иринга, Танганьика) — танзанийский политический и государственный деятель, спикер Национальной ассамблеи Танзании с 10 ноября 2010 по 16 ноября 2015 года, Заместитель председателя Национальной ассамблеи Танзании (декабрь 2005 — июль 2010). Первая женщина-спикер Национальной ассамблеи Танзании. Член Парламента Танзании (1975—2015).

## Биография
Училась в средних школах для девочек в Мтвара и в Морогоро. Окончила  Институт развития и управления (ныне Университет Мзумбе в Танзании), получила диплом специалиста бухгалтерского учёта.
Член партии Чама Ча Мапиндузи.
С 1975 года несколько раз избиралась в парламент страны. Была с 1993 по 1994 год председателем ЮНИСЕФ.